# Amyema pendula
Amyema pendula är en tvåhjärtbladig växtart. Amyema pendula ingår i släktet Amyema och familjen Loranthaceae.

## Underarter
Arten delas in i följande underarter:
- A. p. longifolia
- A. p. pendula